# Autismo e identidades LGBT

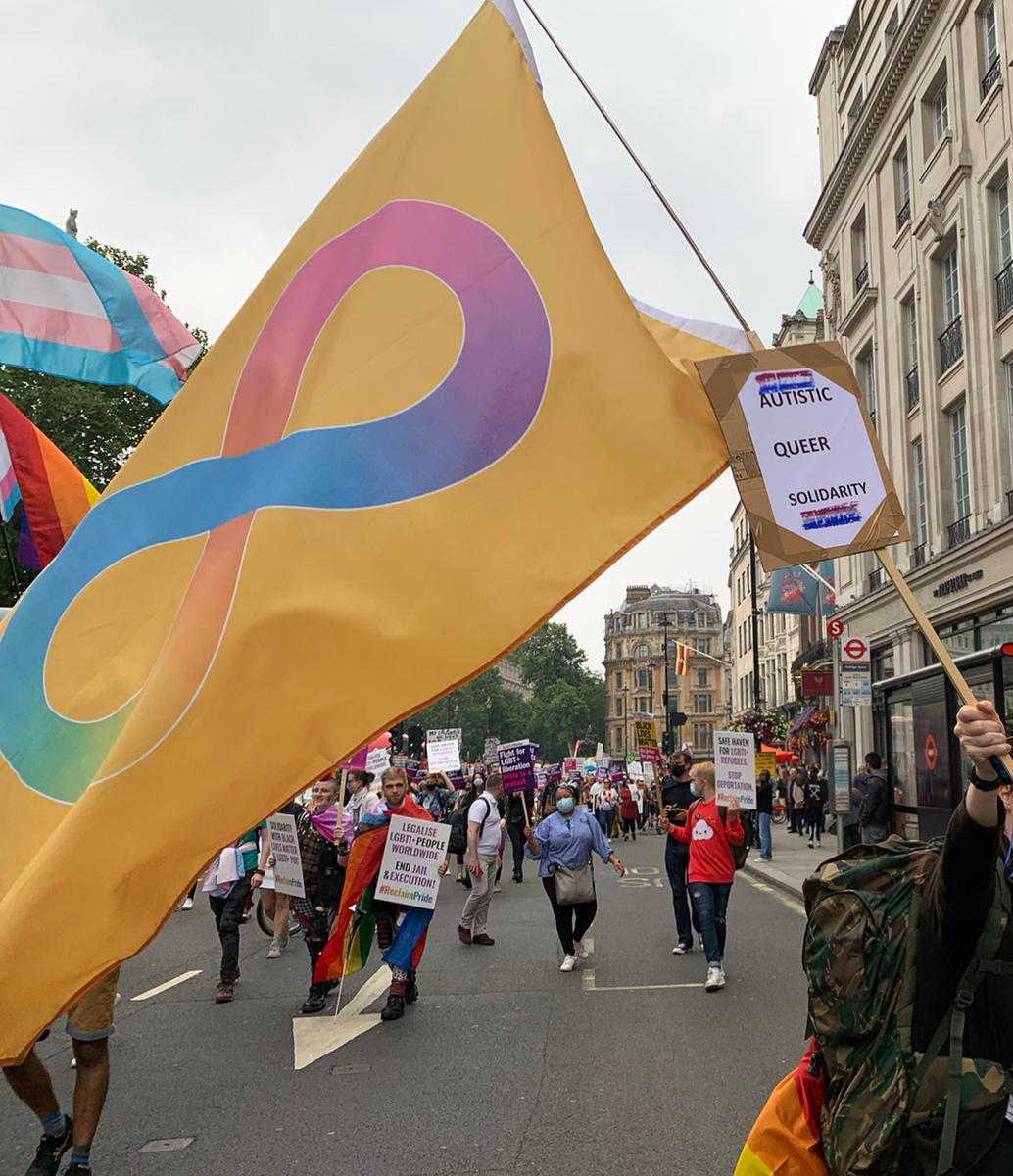
Bandera del Orgullo Autista en una marcha «El orgullo es una protesta» en junio de 2021.

El autismo, o trastorno del espectro autista (TEA), es una alteración del desarrollo neurológico caracterizada por dificultades persistentes en la comunicación social y la interacción social, así como por patrones de comportamiento, intereses y actividades restringidos y repetitivos. Estas dificultades varían en intensidad y pueden afectar el desarrollo de una persona desde la infancia hasta la adultez. Los síntomas del autismo pueden incluir dificultades para comprender las normas sociales, una preferencia por la rutina, intereses muy específicos y, en algunos casos, capacidades excepcionales en áreas como la memoria, las matemáticas o el arte. La naturaleza y la intensidad de los síntomas varían significativamente de una persona a otra, lo que da lugar a una gran diversidad dentro del espectro.
Las investigaciones actuales indican que las personas autistas tienen tasas más altas de identidades y sentimientos LGBT. Se han propuesto diversas explicaciones para esto, como la exposición hormonal prenatal, que se ha relacionado con la orientación sexual, la disforia de género y el autismo.  Por otro lado, las personas autistas pueden depender menos de las normas sociales y, por lo tanto, ser más abiertas sobre su orientación o identidad de género. Una revisión narrativa publicada en 2016 afirmó que, si bien se han propuesto varias hipótesis sobre una asociación entre el autismo y la disforia de género, carecen de pruebas sólidas.
Un estudio de personas LGBT autistas en los Estados Unidos reporta más necesidades de atención médica insatisfechas que sus pares, especialmente en lugares con menos protecciones para la atención médica LGBT.
El estudio del autismo y su relación con la identidad LGBT revela un panorama complejo y diverso, destacando importantes desafíos y particularidades. Las personas autistas presentan diferencias neurobiológicas que pueden afectar la comprensión de normas sociales, lo cual influye directamente en la percepción y expresión de su identidad sexual y de género. Estas diferencias pueden dar lugar a comportamientos que no se ajustan a las expectativas sociales convencionales, evidenciando la necesidad de una mayor comprensión.
La relación entre el trastorno del espectro autista (TEA) y la diversidad en la identidad de género ha sido objeto de diversos estudios que sugieren una conexión significativa entre ambos. Las investigaciones indican que las personas transgénero presentan una mayor prevalencia de características asociadas al TEA en comparación con la población general, con estimaciones que varían entre 5,5 y 7,76 veces más probabilidades de presentar el trastorno.
Existen varias teorías para explicar esta relación. Una de ellas, conocida como la teoría del "cerebro masculino extremo", propone que niveles elevados de testosterona prenatal podrían influir tanto en el desarrollo del TEA como en la diversidad de la identidad de género. Sin embargo, esta hipótesis ha sido cuestionada y no logra abarcar todos los casos. Otros enfoques sugieren que las dificultades sociales, la ansiedad y la introspección características del TEA podrían favorecer una mayor exploración y cuestionamiento de la identidad de género.
Las personas transgénero con TEA enfrentan desafíos específicos relacionados con su rigidez cognitiva y las dificultades para adaptarse a cambios, lo que puede complicar el proceso de transición de género, especialmente durante la adolescencia. Además, suelen experimentar mayores niveles de discriminación y acoso, lo que impacta negativamente en su bienestar emocional y social.
A pesar de los desafíos, se ha identificado que intervenciones como la terapia ocupacional pueden jugar un papel importante en el apoyo a estas personas, promoviendo su autonomía, fortaleciendo sus habilidades sociales y facilitando la afirmación de su identidad de género en entornos libres de prejuicios.

## Autismo y orientaciónsexual

### Interés general en la sexualidad
Las primeras afirmaciones de que las personas autistas carecen de impulso sexual o deseo de sexualidad se han considerado un estereotipo inexacto y negativo. Estas afirmaciones fueron el resultado de problemas metodológicos. Evidencia más reciente indica que la mayoría de las personas autistas expresan interés tanto en el romance como en la sexualidad.

### Orientación sexual de las personas autistas
Las personas autistas tienen menos probabilidades de identificarse como heterosexuales que sus homólogos no autistas.Algunos intentan explicar esto como parte de una asociación entre el autismo, las hormonas prenatales y la orientación sexual. Sin embargo, ésta no es la única explicación propuesta. Si bien existe un amplio consenso en que las personas autistas tienen sustancialmente menos probabilidades de ser heterosexuales que la población general y más probabilidades de pertenecer a minorías de género, existe una gran variación en las estimaciones sobre el tamaño de estos efectos,y la mayoría de las investigaciones sugieren que la mayoría de las personas autistas son heterosexuales. Los estudios sobre orientación sexual y autismo sugieren que más personas autistas tienen sentimientos homosexuales y bisexuales en comparación con la población general.Los estudios han indicado una mayor incidencia de asexualidad entre las personas autistas, aunque un artículo de revisión de 2019 afirmó que esto «debe interpretarse con cautela, teniendo en cuenta la dificultad de establecer relaciones sociales en personas con TEA».De manera similar, una encuesta de personas asexuales encontró que alrededor del 7% al 8% de los encuestados habían recibido un diagnóstico de autismo, aproximadamente 4 veces más que la estimación de la población estadounidense.
La menor incidencia de heterosexualidad en la población autista está presente cuando se miden las orientaciones, comportamientos e intereses sexuales autoinformados.

### Diferencias de género en la orientación sexual
Algunos estudios han indicado que las mujeres autistas tienen tasas más bajas de orientación heterosexual que los hombres autistas. Esto también fue corroborado por una encuesta en línea realizada por la Universidad de Cambridge y publicada en Autism Research. Esa encuesta sugirió que las mujeres autistas tenían una gama más amplia de identificación sexual que las mujeres no autistas y los hombres autistas. Los encuestados más jóvenes tenían una mayor probabilidad de declararse homosexuales que los encuestados de mayor edad.Según una revisión de 2021, algunos estudios indicaron que las mujeres autistas tenían entre tres y cuatro veces más probabilidades de ser bisexuales en comparación con las mujeres no autistas.

## Autismo e identidad de género
Las personas autistas tienen más probabilidades de exhibir identidades de género diversas o variación de género (también conocida como inconformidad de género) que la población general. El tamaño de la diferencia varía significativamente según la metodología de los estudios y, por lo tanto, no se puede decir de manera concluyente.En 2016, los investigadores publicaron un estudio que examinó la variación de género en una muestra de 492 niños y adolescentes a los que se les había diagnosticado un trastorno del espectro autista en el Centro de Estudios Infantiles de la Universidad de Nueva York entre 2011 y 2015. Analizaron las respuestas de los padres a la Lista de Comportamiento Infantil (CBCL) que se administró como parte de la evaluación inicial de todos los niños en el centro. El estudio, del que se informó en la prensa popular,llegó a la conclusión de que los niños autistas tenían siete veces más probabilidades de presentar variaciones de género que sus pares no autistas.
Un estudio sobre la identidad de género de personas autistas (en su mayoría adultos) sin discapacidad intelectual publicado en 2018 encontró que este grupo, y especialmente aquellos asignados como mujeres al nacer, tenían una menor identificación con su género asignado y una menor autoestima sobre ese género que controles no autistas. Al discutir las limitaciones de su estudio, los investigadores notaron que observaron una ocurrencia inusualmente alta de diversidad de género y orientación sexual, así como problemas de salud mental en todos los participantes, lo que atribuyen a un sesgo de selección debido al reclutamiento de participantes a través de varios métodos canales.Un estudio comparable publicado en 2020 centrado en personas autistas (en su mayoría adultos) a las que se les asignó sexo femenino al nacer concluyó que tenían más probabilidades de identificarse como transgénero en comparación con un grupo de control no autista. Al igual que en el estudio de 2018, los investigadores advirtieron que sus métodos de reclutamiento probablemente condujeron a un sesgo de selección, ya que observaron una incidencia inusualmente alta de orientaciones no heterosexuales entre los participantes no autistas. Además, el número de personas transgénero en la muestra era relativamente pequeño.

### Identidades de género no binarias
Algunas personas autistas tienen identidades de género no binarias. Muchas personas sienten que el autismo les hace tener una comprensión de su género muy diferente a la que se espera de ellos. Las personas autistas pueden tener dificultades para inferir expectativas sociales, intenciones y conceptos abstractos que carecen de reglas y razones tangibles, como expectativas socialmente construidas como el género, que pueden variar entre diferentes culturas.
Algunas personas autistas, incluidas algunas con identidades de género no binarias como agénero, identifican su propio género a una edad temprana. Sin embargo, la autoaceptación puede retrasarse debido al discurso dominante del género como binario, así como a la falta de conocimiento del lenguaje correcto para autodescribirse.

### Disforia de género en niños autistas
La disforia de género es un diagnóstico de la quinta edición del Manual Diagnóstico y Estadístico de los Trastornos Mentales (DSM-5, desde 2013, revisado en 2022) que se administra a personas que experimentan malestar relacionado con su identidad de género.La undécima edición de la Clasificación Internacional de Enfermedades (CIE-11, desde 2022) mantenida por la Organización Mundial de la Salud describe una condición similar bajo el término incongruencia de género.
Entre las personas diagnosticadas con disforia de género, los rasgos del espectro autista se observan con más frecuencia que en la población general.: 515  Un metanálisis de 2022 concluyó que existe una alta prevalencia de disforia de género en personas diagnosticadas con un trastorno del espectro autista. Los autores concluyen que los datos sugieren un vínculo entre el autismo y la disforia de género, pero la naturaleza y el alcance del vínculo requieren más investigación.
Según el DSM-5-TR, la disforia de género puede ser difícil de diagnosticar en personas autistas, ya que estas pueden pensar de manera concreta y rígida en torno a los roles de género y/o tener dificultades para comprender su contexto social.: 519–520 En 2018, un equipo de psiquiatras de todo Estados Unidos publicó una primera propuesta de directrices clínicas para la disforia de género y el autismo concurrentes.
Si bien en la literatura científica se informaron numerosos estudios de casos de disforia de género en personas autistas, el primer estudio para evaluar la convergencia de la disforia de género y el autismo no se publicó hasta 2010.Cuando investigadores de los Países Bajos examinaron a 129 niños y adolescentes diagnosticados con trastorno de identidad de género (el precursor de la disforia de género definida en el DSM-IV) en una clínica de identidad de género, descubrieron que 6 personas (4,7%) también fueron diagnosticadas como autistas.Una revisión de 2016 de la literatura disponible concluyó que la prevalencia de condiciones del espectro autista entre niños y adolescentes diagnosticados con disforia de género era mayor que en la población general.Una revisión narrativa publicada en 2016 concluyó que las hipótesis sobre las causas subyacentes carecían de evidencia.

### Rasgos autistas en personas transgénero y de género no conforme
Un metaanálisis de 2022 concluyó que existe una relación entre los rasgos autistas y los sentimientos de disforia de género. Sin embargo, los investigadores observaron que se sabe poco sobre los rasgos autistas en personas que no son autistas.
Algunos estudios han observado una superposición entre las personas con autismo y las personas transgénero. Investigadores británicos concluyeron en 2011 que los hombres trans tenían más rasgos autistas que las mujeres trans. Sin embargo, un estudio realizado por investigadores británicos en 2013 concluyó que "no había diferencias significativas" entre hombres trans y mujeres trans en los rasgos autistas observados. Steven Stagg y Jaime Vincent, de la Universidad Anglia Ruskin, concluyeron en septiembre de 2019 que algunas de las personas que buscan asesoramiento y ayuda para su identidad de género pueden ser autistas, ya sea diagnosticadas o no, y que estas habilidades impiden un posible apoyo, e instaron a los médicos que tratan a personas transgénero o no binarios, especialmente aquellos asignados como mujeres al nacer, para considerar si tienen TEA no diagnosticado. En enero de 2020, cuatro investigadores sugirieron una "superposición entre el autismo y la identidad transgénero", posiblemente más en hombres trans que en mujeres trans, y afirmaron que la ansiedad y la depresión eran más altas en personas autistas que eran transgénero.Los científicos del Centro de Investigación del Autismo de la Universidad de Cambridge, utilizando datos de 600.000 adultos en el Reino Unido, concluyeron en agosto de 2020 que los adultos transgénero o de género diverso tenían de tres a seis veces más probabilidades de tener un diagnóstico de autismo que los cisgénero. y sugirió que entre el 3,5 y el 6,5% de los adultos transgénero y de género diverso en el Reino Unido son autistas.
Otros investigadores han notado la prevalencia de rasgos autistas entre quienes se identifican como no binarios o de género queer. Dos investigadores de la Universidad de Warwick, utilizando datos de 446 adultos encuestados del Reino Unido, concluyeron en enero de 2016 que, según su muestra, las personas queer eran más propensas a ser autistas que cualquier otro grupo con disforia de género.

### Atención de afirmación de género para personas autistas
En diciembre de 2014, cuatro investigadores concluyeron que estar en el espectro del autismo no "impide la transición de género" y sugirieron métodos para ayudar a esas personas a "explorar sus identidades de género". Una de las autoras del estudio, Katherine Rachlin, dijo que, a veces, ser transgénero puede "parecer una experiencia del espectro" para los médicos.En marzo de 2015, un estudio realizado por investigadores de la Facultad de Medicina de Yale afirmó que las personas en el espectro del autismo deberían ser tratadas de la misma manera que otras personas por disforia de género, y sugirió que los médicos "amplíen el marco social" y faciliten una "exploración de los roles de género". Un estudio finlandés de abril de 2015 recomendó que se reconociera seriamente el espectro del autismo al desarrollar directrices para el tratamiento de la "disforia de género en niños y adolescentes".
Una encuesta de 2022 entre médicos de atención médica de clínicas de género encontró que a menudo había diferencias en los estilos de comunicación y pensamiento entre los médicos y los pacientes autistas. El estudio concluyó que se deben realizar adaptaciones, incluida la capacitación de los médicos sobre el trabajo con pacientes autistas, y realizar ajustes en el entorno clínico.
La versión 8 de WPATH SOC, publicada en agosto de 2022, afirma que no hay evidencia de que negar la atención de afirmación de género a personas con afecciones del desarrollo neurológico tenga algún beneficio. WPATH SOC 8 recomienda además que los profesionales de la salud que trabajan con adolescentes de género diverso reciban capacitación y desarrollen experiencia en el trastorno del espectro autista y otras presentaciones del desarrollo neurológico.

### Salud mental de personas autistas de género diverso
En un estudio de 2021 sobre el camuflaje autista, se descubrió que los adultos autistas de género diverso utilizaban más camuflaje autista que los adultos autistas cisgénero.
Un estudio de enero de 2023 sobre adultos trans y no binarios encontró que los rasgos autistas más altos y el mayor estrés de las minorías de género se correlacionaban con peores resultados de salud mental.

## Visión Sociológica
El estudio de la intersección entre el autismo y la identidad LGBT ha ganado atención en los últimos años, destacando importantes cuestiones sociológicas sobre diversidad, inclusión y aceptación. Las personas autistas enfrentan desafíos únicos en la comprensión y expresión de su identidad sexual y de género, lo cual está influenciado por diferencias neurobiológicas que afectan la interacción.
Desde una perspectiva sociológica, esta relación plantea interrogantes sobre cómo las estructuras sociales y los estereotipos afectan la experiencia de las personas autistas dentro de la comunidad LGBT+. Se ha observado que existe una mayor diversidad en la orientación sexual e identidad de género entre las personas con autismo en comparación con la población neurotípica, con un porcentaje significativo que se identifica dentro del espectro LGBT+. Sin embargo, estas personas a menudo enfrentan barreras adicionales debido a la doble marginalización: por un lado, la falta de comprensión sobre el autismo en la comunidad LGBT y, por otro, la escasez de recursos adaptados a la diversidad sexual en los espacios.
Desde una perspectiva sociológica, la relación entre la comunidad LGBT y las personas autistas se sitúa en la intersección de experiencias compartidas de exclusión, resistencia y lucha por la visibilidad. Ambos grupos desafían las normas sociales dominantes: la comunidad LGBT cuestiona las expectativas tradicionales sobre género y sexualidad, mientras que las personas autistas confrontan estándares convencionales sobre comunicación, comportamiento y relaciones sociales. Este desafío compartido a las normas establece una base común que a menudo se traduce en experiencias similares de marginalización y estigmatización.
Las personas autistas, al igual que las LGBT, enfrentan barreras significativas en una sociedad que tiende a patologizar la diferencia. En el caso de la diversidad sexual y de género, esta patologización históricamente ha medicalizado y reducido sus experiencias a diagnósticos clínicos. De manera similar, las personas autistas han sido definidas en función de sus "déficits" en lugar de sus capacidades o maneras únicas de interpretar el mundo. Estas narrativas han contribuido a reforzar estructuras de exclusión en lugar de fomentar una integración auténtica.
A nivel social, las personas que se encuentran en esta doble intersección —autistas y LGBT— enfrentan una marginalización adicional. Las normas de género y sexualidad, que ya son restrictivas para la población general, se vuelven aún más opresivas para aquellos con diferencias neurológicas. Por ejemplo, la rigidez de las normas de género puede entrar en conflicto con las maneras únicas en las que las personas autistas experimentan y expresan su identidad, exacerbando las dificultades en su reconocimiento social.
Sociológicamente, esta doble experiencia de exclusión pone en evidencia las limitaciones de una sociedad que sigue definiendo la normalidad en términos estrechos y excluyentes. En respuesta, las comunidades LGBT y autistas han comenzado a crear espacios que no solo celebran la diversidad, sino que también desafían activamente las estructuras que perpetúan la discriminación. Estos espacios sirven como laboratorios de nuevas formas de convivencia, inclusión y apoyo mutuo.
La sociología, entonces, no solo analiza estas dinámicas, sino que también aboga por una transformación estructural. Esto implica pasar de una perspectiva que ve la diferencia como problema a una que la celebre como riqueza social, con políticas inclusivas que promuevan la equidad y el reconocimiento pleno de todas las identidades y formas de ser.

## Historia de la bandera del orgullo Autista
La bandera del orgullo autista se utiliza para representar a la comunidad autista y promover la aceptación de la neurodiversidad. Su diseño incluye una serie de colores y símbolos que reflejan la variedad de experiencias dentro del espectro autista. El símbolo central más reconocido es el infinito dorado, que representa la diversidad y la inclusión. Los colores, como el azul, el blanco y el rojo, se usan para representar la riqueza y complejidad de las personas autistas, destacando su dignidad y humanidad.
La bandera del orgullo del autismo fue seleccionada por votación en línea en 2015 a partir de una serie de presentaciones.
La bandera del evento lleva el símbolo del infinito sobre las tres franjas de colores asociadas al espectro